# Mus setzeri
Mus setzeri es una especie de roedor de la familia Muridae.

## Distribución geográfica
Se encuentra en Botsuana, Namibia y Zambia.

## Hábitat
Su hábitat natural son: sabanas, ríos, de agua dulce y lagos,.